# Robert Morris (konstnär)

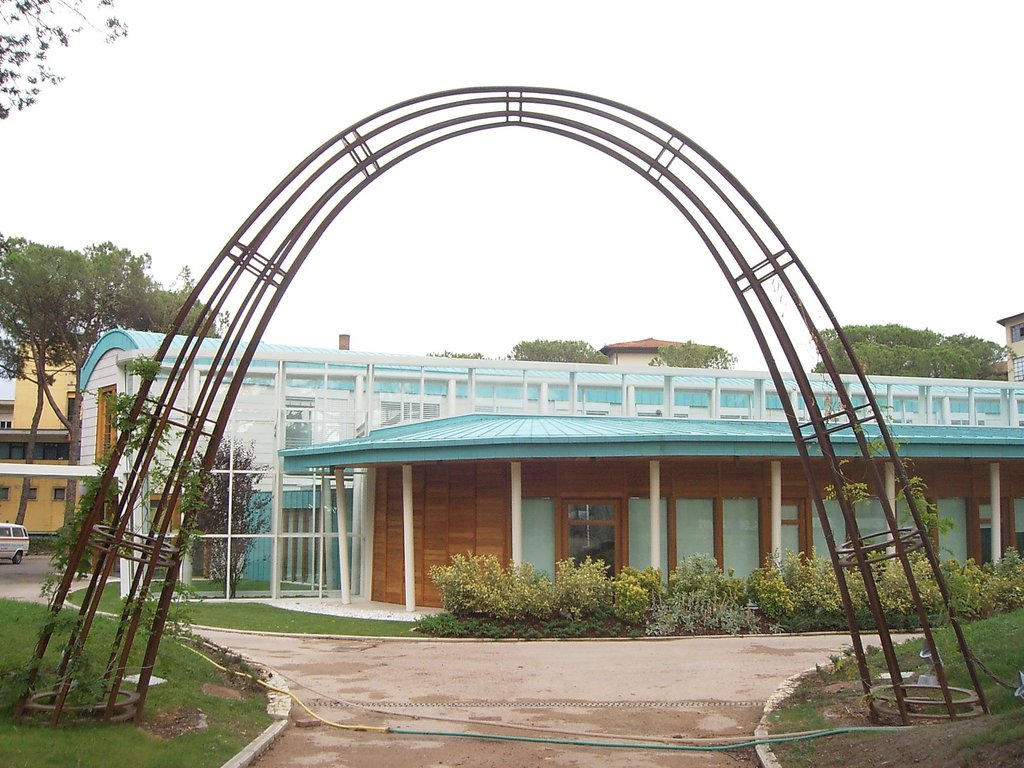
Ingången till sjukhuset i Pistoia i Italien.

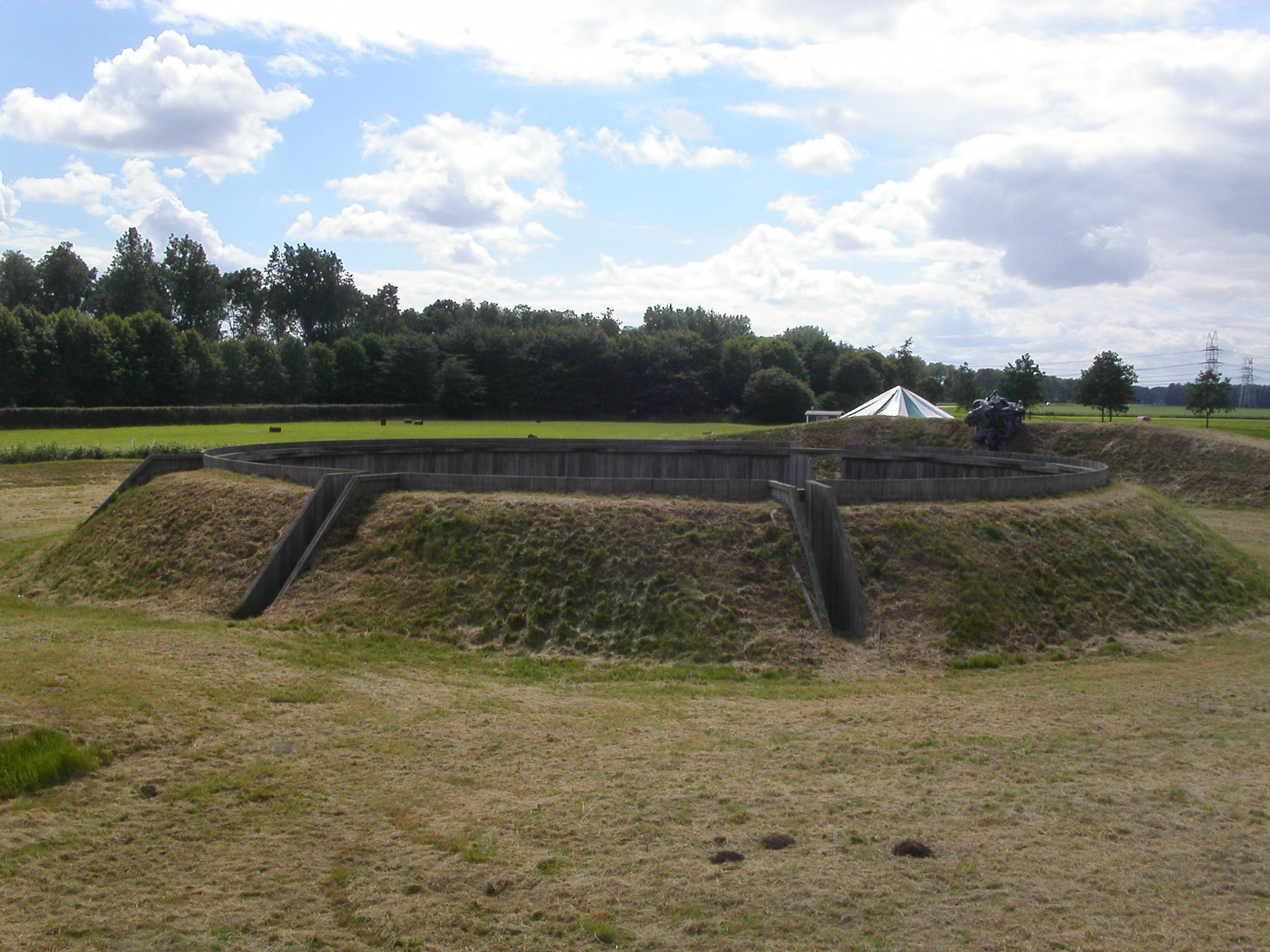
Observatorium vid korsningen Houhibweg/Swifteningweg mellan Lelystad och Dronten i Flevoland i Nederländerna, 1977.

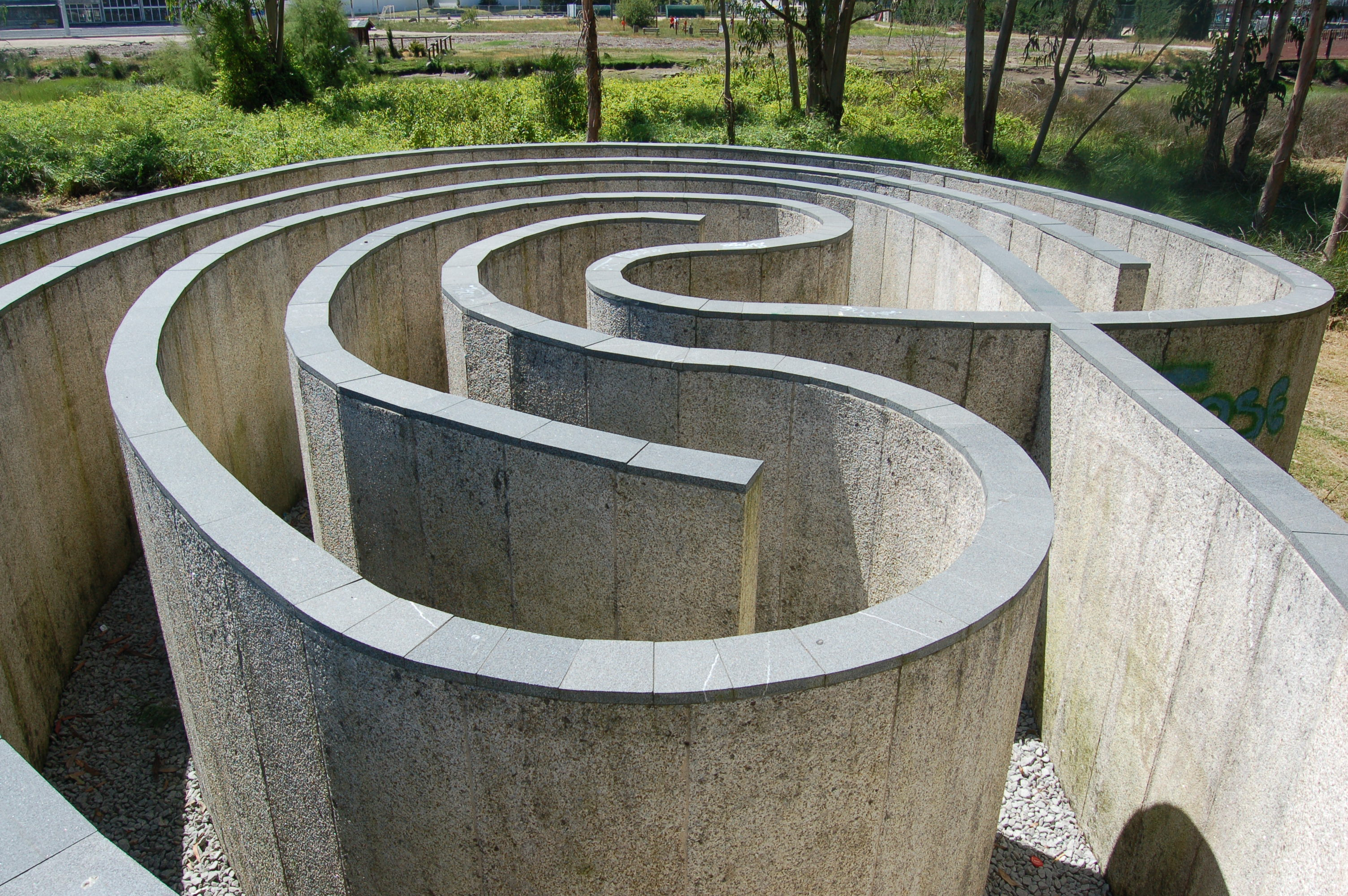
Labyrint i Pontevedra i Spanien.

Robert Morris, född 9 februari 1931 i Kansas City, Missouri, död 28 november 2018 i Kingston, New York, var en amerikansk skulptör och skribent. 
Robert Morris utbildade sig på Kansas City Art Institute 1948–1950, teknologi på University of Kansas City 1950–1951, California School of Fine Arts i  San Francisco, i filosofi på Reed College i Portland i Oregon 1953–1955 samt på Hunter College i New York 1961–1963, där han tog en magisterexamen i konsthistoria. Åren 1951–1952 tjänstgjorde han i United States Army Corps of Engineers i Arizona och i Korea.
Hans verk spänner från arbeten i mixed media till performancekonst. Vid mitten av 1960-talet uppmärksammades han för sina stora minimalistiska skulpturer, byggda i byggnadsmaterial. Bland hans övriga projekt ingick performances tillsammans med Yvonne Rainer, stycken som ändrades varje dag som utställningen pågick, samt process art.
Robert Morris deltog i documenta 4 1968, documenta 6 1977 och documenta 8 1987 i Kassel och i Venedigbiennalen 1980. I Flevoland gjorde han 1977 Observatorium Robert Morris, ett jordkonstverk, som anknyter till Stonehenge i Storbritannien.
Han var gift med den italiensk-amerikanska koreografen och musikern Simone Forti (född 1935).

## Bildgalleri frånObservatorium Robert Morrisi Nederländerna

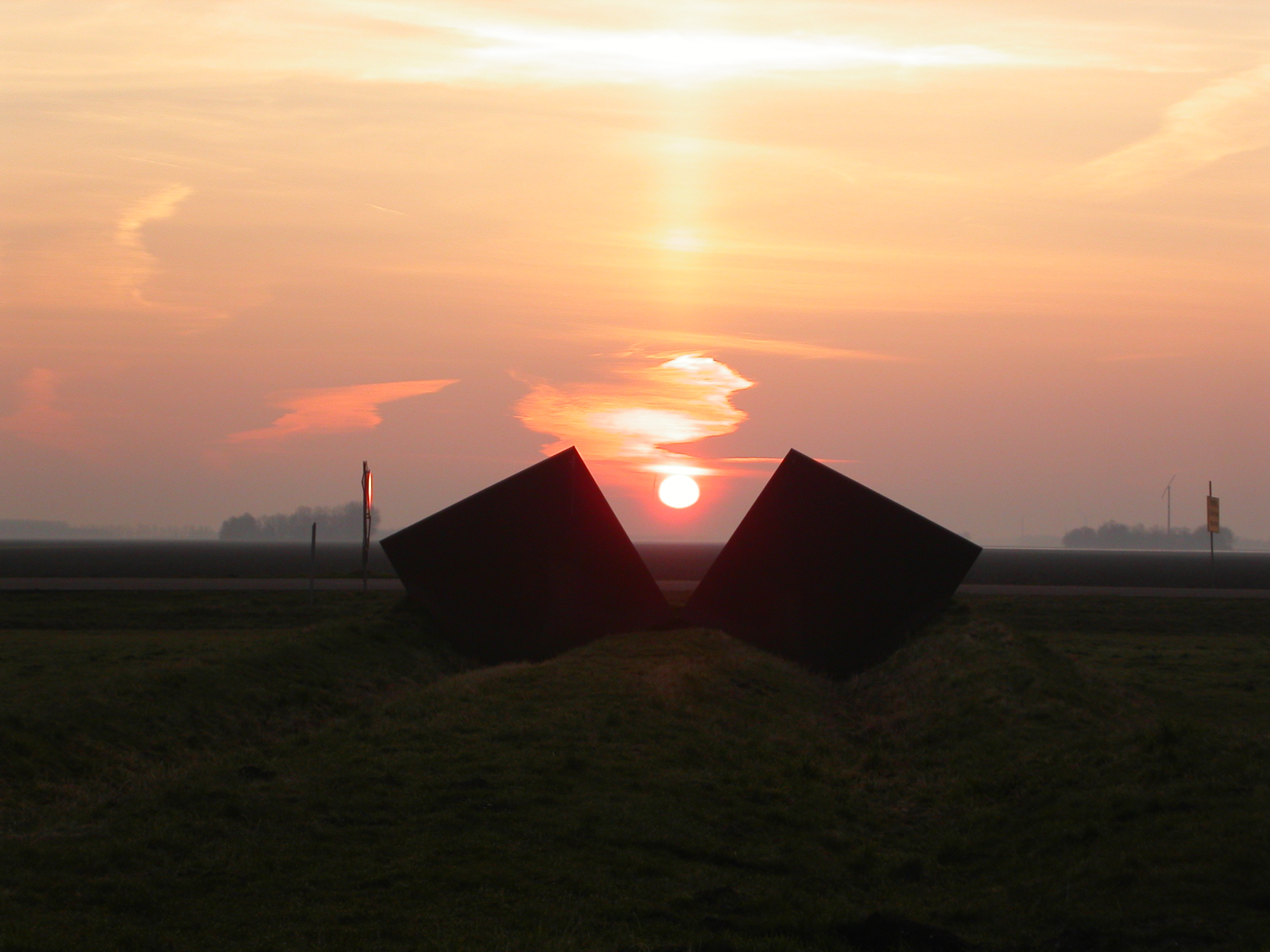
Soluppgång, våren 2005
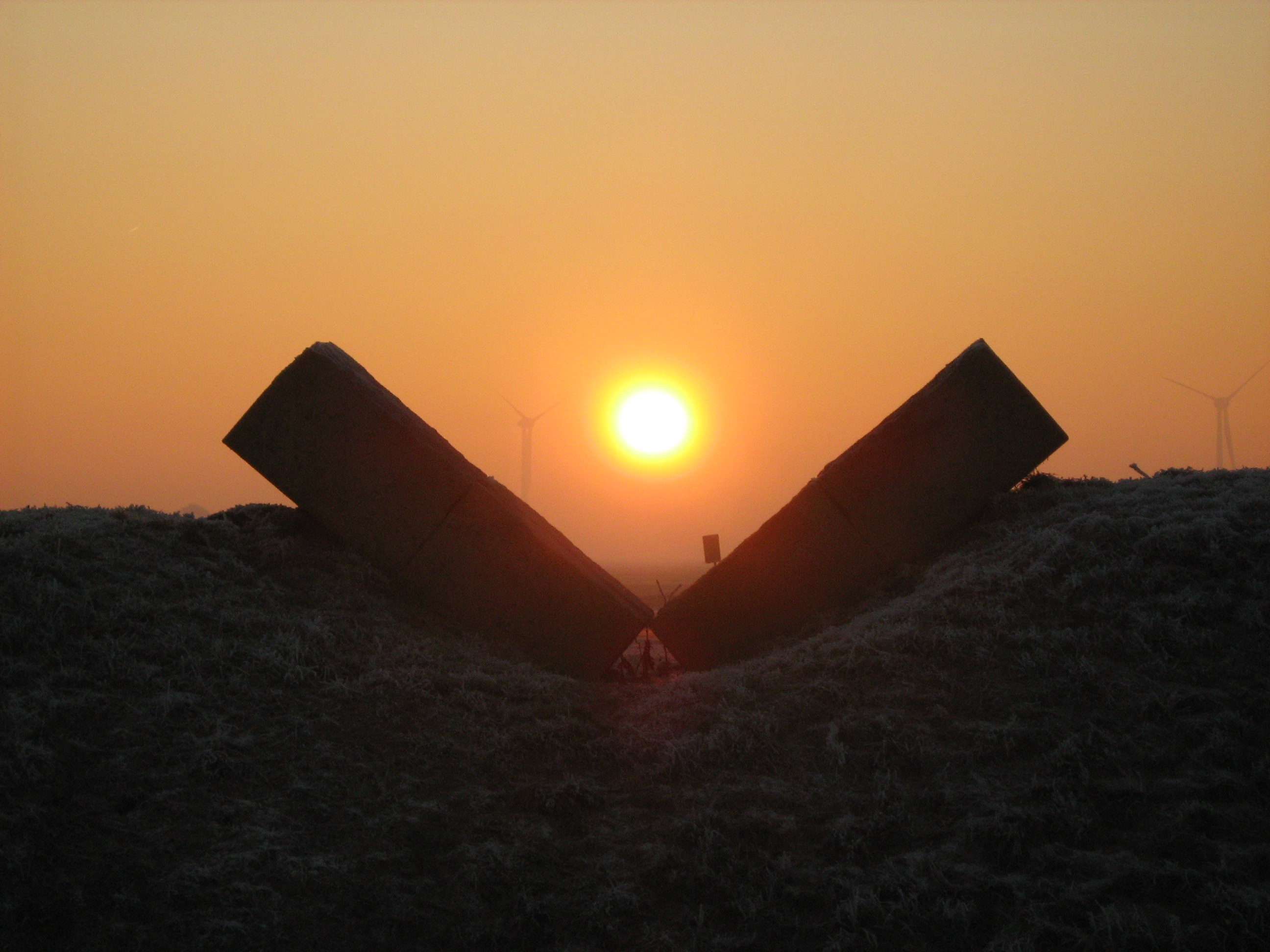
Soluppång, vintern 2007
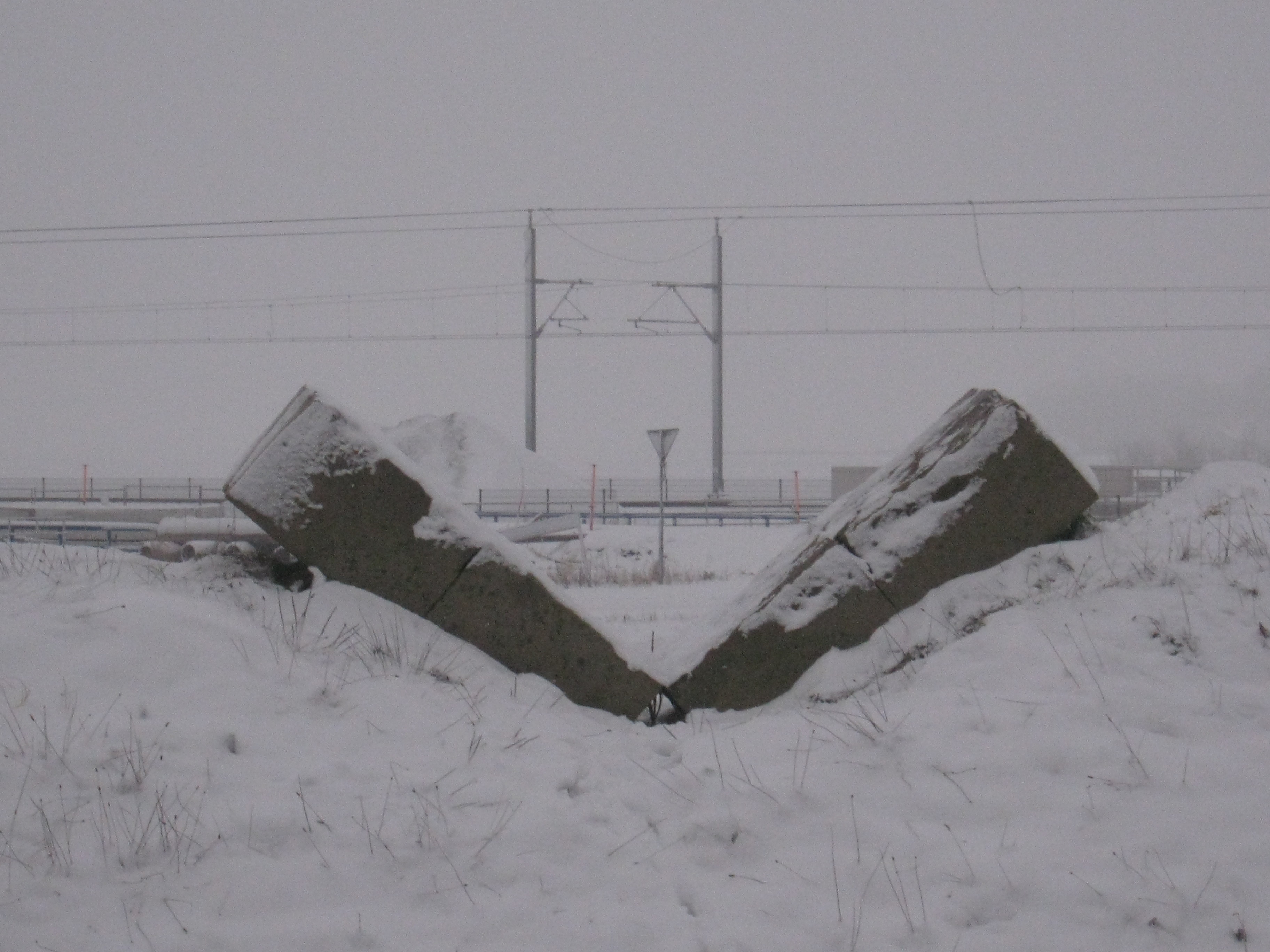
Vintersolstånd, 2010